# Monts Dore

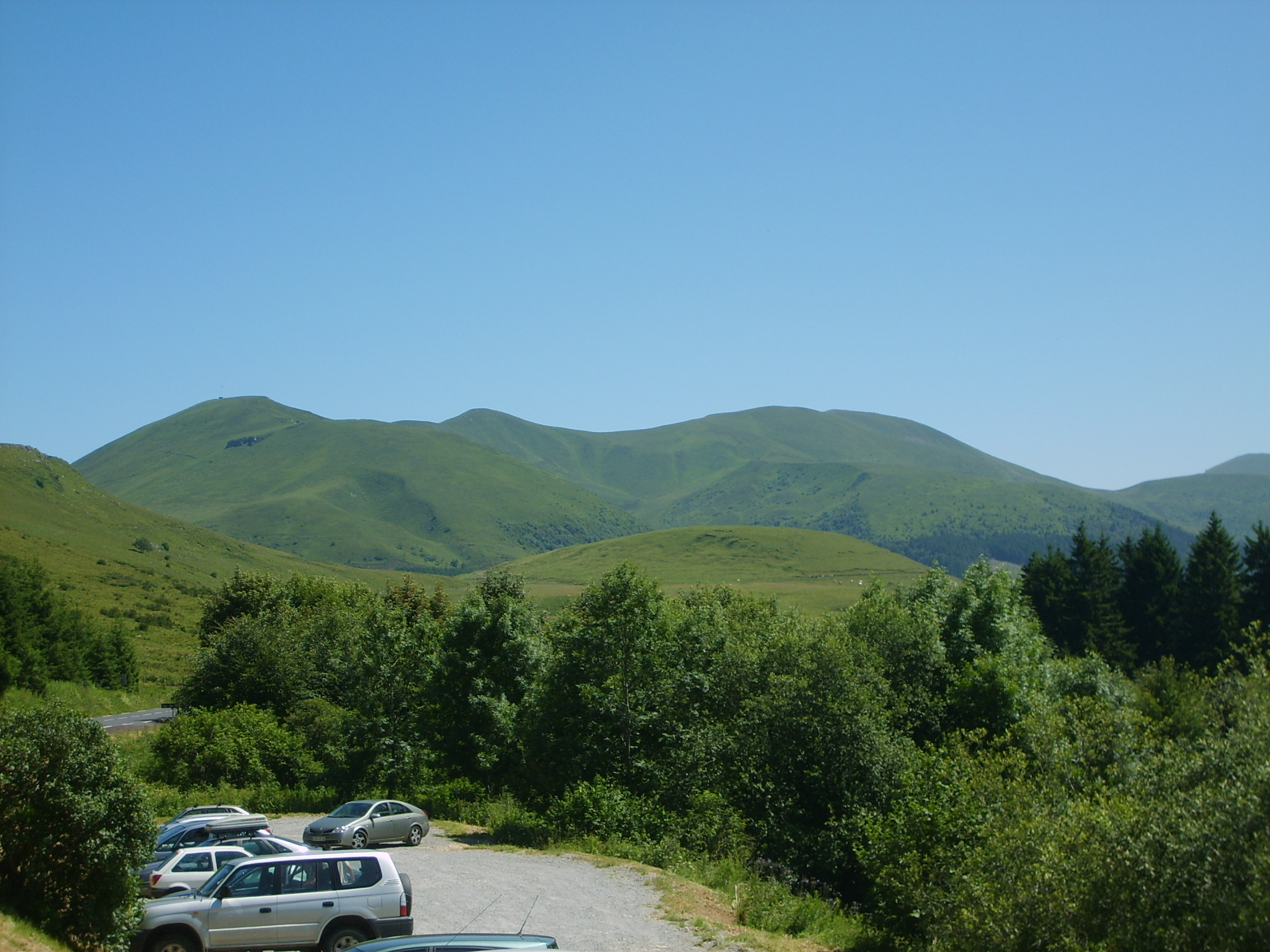
Zicht op de Monts Dore met de toppen Puy de la Tache (links, 1629 m) en Puy de l'Angle (rechts, 1738 m)

De Monts Dore is een klein bergmassief in het noorden van het Centraal Massief in Midden-Frankrijk. Het zijn in feite de overblijfselen van één grote stratovulkaan, de Mont-Dore, die nog zichtbaar is aan de oppervlakte. Een gelijkaardige stratovulkaan is die van de Cantal. De oude vulkaan is ingeslapen en is geërodeerd waardoor verschillende topjes zijn ontstaan, waaronder de Puy de la Perdrix en Puy Ferrand. De hoogste bergtop van de oude vulkaan "Mont-Dore" is de Puy de Sancy met een hoogte van 1885 meter.

## Vorming
Het Centraal Massief is in het Paleozoïcum (542–251 Ma) ontstaan, het is daarmee ouder dan bijvoorbeeld de Alpen of de Pyreneeën. Door verwering en erosie sleet het af tot een hoogvlakte.

In het Mesozoïcum (225 tot 65 miljoen v.Chr.) werd het massief omringd door de oceaan en kreeg het een cirkel van kalksteenafzettingen.

In het Tertiair (65 tot 2 miljoen v.Chr.) werden door het opdringend water opnieuw sedimenten afgezet, nu van leem, zandsteen en zand.

In het jongste tijdperk (Kwartair) kreeg het Centraal Massief zijn huidige vorm.
In het gebied van het huidige Auvergne was destijds sprake van enorme vulkanische activiteit en zijn de vulkanen van de Cantal en Monts Dore gevormd. De ijstijden kapselden de vulkaantoppen in en door de gletsjers werden de koppen langzaam weer afgevlakt en diepe keteldalen ('cirques') ontstonden. De vulkaanketen van de Monts Dôme is veel jonger en is tussen 100.000 en 5000 v.Chr. ontstaan. Deze toppen zijn nog minder aangetast door de erosie. De oorspronkelijke vulkanen zijn nu ingeslapen.

## Skigebieden
In het bergmassief van de Monts Dore liggen enkele skigebieden, waaronder:
- Le Mont-Dore (1 050 m - 1 846 m) op de noordelijke flanken van de puy de Sancy en de puy Ferrand
- Super-Besse (1 300 m - 1 846 m) op de oostelijke flanken van de puy Ferrand